# Lewisville (Texas)
Lewisville is een plaats (city) in de Amerikaanse staat Texas, en valt bestuurlijk gezien onder Dallas County en Denton County.

## Demografie
Bij de volkstelling in 2000 werd het aantal inwoners vastgesteld op 77.737.
In 2006 is het aantal inwoners door het United States Census Bureau geschat op 94.589, een stijging van 16852 (21.7%).

## Geografie
Volgens het United States Census Bureau beslaat de plaats een oppervlakte van
109,7 km², waarvan 95,3 km² land en 14,4 km² water.

## Plaatsen in de nabije omgeving
De onderstaande figuur toont nabijgelegen plaatsen in een straal van 12 km rond Lewisville.

## Geboren
- Saxon Sharbino (11 juni 1999), actrice